# 目黒セントラルスクエア
目黒セントラルスクエア（めぐろセントラルスクエア）は、東京都品川区上大崎3丁目の高層ビル。ビル内は、オフィスが主体であるが下層階には飲食店なども入居している。

## 概要
目黒駅東口の都営バス目黒営業所跡地（約1ha）とその周辺（約2.3ha）の一体的な再開発事業「目黒駅前地区第一種市街地再開発事業」のオフィス棟として整備されたビルである。南側には2棟のタワーマンション「ブリリアタワーズ目黒」（後述）が建ち、再開発はこの3棟の超高層ビルで構成されている。事業費は約837億円となっている。
エリア内には江戸時代に播磨国三日月藩森家の江戸本邸があり、開発に先立ち、埋蔵文化財発掘調査が行われた。

## 沿革
- 2006年（平成18年）10月 - 再開発準備組合設立。
- 2010年（平成22年）12月 - 都市計画決定。
- 2012年（平成24年）7月 - 再開発組合設立。
- 2013年（平成25年）9月 - 権利変換計画認可。
- 2014年（平成26年）8月 - 着工。
- 2017年（平成29年）11月 - 工事完了。

## 主要テナント

### オフィス
- アマゾンウェブサービスジャパン合同会社
- USEN-NEXT HOLDINGS
  - USEN
  - U-NEXT
    - TACT
    - Y.U-mobile

  - アルメックス
  - USEN ICT Solutions
  - キャンシステム
- カルチュア・エンタテインメント
  - トップ・パートナーズ
    - アース・スター エンターテイメント
    - SMIRAL

  - 徳間書店
  - 主婦の友社
  - 復刊ドットコム
  - CCCメディアハウス
  - アイビーレコード
- 美術出版社
- B-Rサーティワンアイスクリーム株式会社
- フィンテックグローバル
- トラストウェーブ

### 店舗
- スターバックスコーヒー
- セブンイレブン
- みずほ銀行

## ブリリアタワーズ目黒
再開発エリアの南側では2棟のタワーマンションが建設された。分譲主は東京建物で、北側の目黒セントラルスクエアと隣接するノースレジデンス、南側のサウスレジデンスのツインタワーとなった。両棟とも免震構造となっている。2棟の間は緑化され、約900本の樹木を植栽し、小川なども整備された。

## アクセス
- JR山手線・東急目黒線・東京メトロ南北線・都営地下鉄三田線 目黒駅東口 徒歩1 - 2分
- 都営バス・東急バス 目黒駅前・目黒駅東口停留所 徒歩1 - 2分